# 모르간 르 페이

모르간 르 페이(Morgan le Fay [ˈmɔːrɡən lə ˈfeɪ][*])는 브리튼 이야기의 등장인물이다. 강력한 마법사이며, 많은 경우 아서왕과 이부남매지간인 것으로 설정된다.
초기 아서 문학에서 모르간은 여신적 마녀로서의 역할 이상으로 성격이 자세히 설명되지 않으며, 일반적으로 아서 왕의 마술적 보호자인 힐러, 즉 선역으로서 결말 부분에서만 등장했다. 그러나 아서 왕 전설이 발전함에 따라 모르간은 도덕적 양면성을 가진 존재로서 비중과 중요성이 증가했으며, 일부 텍스트에서는 아예 반동인물이 되기도 하였다. 중세 이후 반복되는 모르간의 중요한 성격은 선악 양면에 잠재력을 가진 예측불가능한 이중성이다.
모르간이라는 캐릭터는 웨일스 신화 및 다른 중세 전설, 그리고 역사적 인물들의 요소들로부터 비롯된 것일 수 있다. 모르간이 등장하는 최초의 텍스트는 몬머스의 제프리가 쓴 『멀린의 생애』(1150년경)다. 여기서 모르간은 캄란 전투 이후 치명상을 입은 아서를 사과의 섬(아발론)으로 데려가는 아홉 여인들의 지도자로서 등장했다. 이후 크레티앵 드 트루아 등 초기 프랑스 기사무훈시 작가들이 묘사한 모르간은 강력한 치유사(healer)의 역할을 맡았다.
모르간은 12세기부터 아서의 누나로 설정되기 시작했다. 13세기에 정립된 산문시들과 그에 기반한 후대의 텍스트들(대표적으로 『아서왕의 죽음』) 에서 모르간은 아서의 어머니 이그레인이 전남편 고를로이스와의 사이에서 낳은 막내딸로 묘사된다. 모르간의 친언니 중에 모드레드의 어머니인 오크니 여왕이 있으므로 모르간은 모드레드의 이모다. 그리고 이그레인과 우서의 아들인 아서는 모르간의 이부동생이 된다. 모르간은 우리엔과 결혼해서 아들 이바인을 낳았으나 이 결혼은 파탄나고, 멀린의 제자가 된다. 모르간은 아서의 아내 기네비어에게 적의를 품고 원탁의 기사들과 대립한다. 이 후기 텍스트의 모르간은 성적으로 능동적이고 심지어 가학적이다. 토머스 말로리가 정립한 아서 텍스트에서 모르간은 아서의 가장 큰 적으로, 아서의 왕위를 찬탈하려는 계획을 세우고 아서의 죽음의 간접적 원인을 제공한다. 그러나 결말에는 결국 아서와 화해하고 아발론으로 아서를 데려가는 초기 텍스트의 역할을 유지한다.
20세기 이후 아서왕 이야기가 재발굴되면서 모르간은 자기 언니와 역할이 융합되어서 모드레드의 어머니로 설정되기도 하지만, 중세 전설에는 이런 내용이 없었다.

## 어원 및 기원
모르간은 1150년경 쓰인 몬머스의 제프리의 『멀린의 생애』에 처음 등장했으며, 여기서의 철자는 Morgen 이었다. 이 이름은 고대 웨일스어 또는 고대 브리튼어 Morgen에서 파생된 것으로 보이며, 그 의미는 “바다에서 태어난(sea-born)”이다. 더 거슬러 올라가면 *Mori-genā 가 되고, 이것의 남성형은  *Mori-genos다. 고대 게일어의 미르긴(Muirgein)과 같은 계통이다. 현대 웨일스어의 남성 이름 모건(Morgan)과 헷갈리면 안 된다. 남성 이름 Morgan은 중세에는 모르칸트(Morcant)였다. “르 페이(le Fay)”는 15세기에 토머스 맬러리가 붙인 것으로, “요정”이라는 뜻을 의도한 엉터리 프랑스어다. 프랑스어로는 원래 la fée라고 써야 한다.
몇몇 특징들을 보면 모르간이라는 캐릭터는 켈트 신화의 여신들의 잔재였던 것으로 보인다. 일단 이름의 어원을 볼 때, 웨일스의 물의 정령 모르겐스와 연관되어 생각된다. 또한 대륙 케트의 대지모신 데아 마트로나에서 파생된 존재인 모드론과의 관련성도 지적된다. 모드론은 프러데인섬의 삼제시 70번에서 우리엔과의 사이에서 오와인이라는 아들과 모르버드라는 딸을 낳았다고 한다. 이 이야기는 페니아스 필사본 제147번에 보다 상세히 기록되어 있다. 우리엔은 6세기의 소왕국 레게드의 왕으로, 아서왕 전설에서는 모르간의 남편으로서 슬하에 이바인이라는 아들을 두었다. 또 우리엔 왕은 이웃나라 왕 모르칸트 불크와 동맹을 맺었는데 모르칸트에게 배신당해 암살당했다. 아서왕 전설에서 모르간이 우리엔을 죽이려 하는 것과 비슷하다. 뿐만 아니라 모드론은 “아발라흐의 딸”이라고 불리는데, 아발라흐는 아발록(Avalloc)이라고도 하며 그 이름의 뜻은 “사과의 장소”로 풀이된다. 페니아스 필사본 147번에 기록된 오와인과 모르버드 남매 이야기를 보면 모드론은 “아눈의 왕의 딸”이라고 불리는데, 아눈이란 웨일스 신화의 별세계다. 이런 점들은 모르간이 처음 등장했을 때부터 “사과의 땅” 아발론과 관련되었다는 것과 일치한다.
한편, 1904년에 루시 앨렌 파턴(Lucy Allen Paton)은 아일랜드 신화의 여신 모리안과의 연관성을 제기했다. 로저 셔먼 루미스 등이 이 설을 지지했다. 하지만 어원이 다르기 때문에, 모르간의 캐릭터가 성립되는 과정에 모리안 여신이 영향을 미쳤을 수는 있으나 모리안 그 자체가 모르간이 되었다는 설은 부정된다.